# Ykkönen 2023
La Ykkönen 2023 è la ventinovesima edizione della seconda serie del campionato finlandese di calcio come Ykkönen. Il campionato è iniziato il 14 aprile e si è concluso il 7 ottobre 2023.

## Stagione

### Novità
Le squadre promosse dalla Kakkonen 2022 sono il KäPa, il SalPa e il JJK. La squadra retrocessa dalla Veikkausliiga 2022 è l'HIFK.

### Formula
Nella prima fase le dodici squadre si affrontano in un girone all'italiana, con partite di andata e ritorno, per un totale di 22 giornate. Successivamente, le squadre vengono divise in due gruppi in base alla classifica: le prime sei formano un nuovo girone e competono per la promozione in Veikkausliiga; le ultime sei, invece, lottano per non rimanere  in Ykkönen (Dall'anno successivo, tutte le squadre a parte le prime due e le ultime tre verranno promosse nella nuova Ykkösliiga). In entrambi i giorni le squadre si affrontano in un girone di sola andata, per un totale di 5 giornate.
Nel girone per la promozione, la squadra prima classificata viene promossa in Veikkausliiga, mentre altre tre squadre, dalla seconda alla quarta classificata, giocano due turni ad eliminazione diretta (la terza contro la quarta, e la vincente contro la seconda), la vincente di questi spareggi affronta la penultima di Veikkausliiga in uno spareggio promozione/retrocessione

## Squadre partecipanti
| Club         | Città     | Stadio                      | Stagione precedente  |
| ------------ | --------- | --------------------------- | -------------------- |
| Ekenäs       | Raseborg  | Ekenas Centrumplan          | 4° in Ykkonen        |
| Gnistan      | Helsinki  | Mustapekka Areena           | 7° in Ykkonen        |
| HIFK         | Helsinki  | Bolt Arena                  | 12° in Veikkausliiga |
| JJK          | Jyväskylä | Harjun stadion              | 1° in Kakkonen - C   |
| Jaro         | Jakobstad | Jakobstads centralplan      | 3° in Ykkonen        |
| JaPs         | Järvenpää | Jarvenpaan Keskuskentta     | 6° in Ykkonen        |
| KPV          | Kokkola   | Kokkolan Keskuskentta       | 5° in Ykkonen        |
| KäPa         | Helsinki  | Kumpulanlaakson Tekonurmi   | 1° in Kakkonen - A   |
| MP           | Mikkeli   | Mikkelin Urheilupuisto      | 8° in Ykkonen        |
| SJK Akatemia | Seinäjoki | OmaSP Stadion               | 9° in Ykkonen        |
| SalPa        | Salo      | Salon Urheilupuisto Stadion | 1° in Kakkonen - B   |
| TPS          | Turku     | Veritas-stadion             | 2° in Ykkonen        |

## Prima fase

### Classifica
|  | Pos. | Squadra      | Pt | G  | V  | N | P  | GF | GS | DR  |
|  | ---- | ------------ | -- | -- | -- | - | -- | -- | -- | --- |
|  | 1.   | EIF          | 48 | 22 | 14 | 6 | 2  | 38 | 18 | +20 |
|  | 2.   | Gnistan      | 48 | 22 | 14 | 6 | 2  | 38 | 18 | +20 |
|  | 3.   | MP           | 41 | 22 | 12 | 5 | 5  | 33 | 21 | +12 |
|  | 4.   | TPS          | 40 | 22 | 12 | 4 | 6  | 40 | 25 | +15 |
|  | 5.   | SJK Akatemia | 39 | 22 | 12 | 3 | 7  | 37 | 35 | +2  |
|  | 6.   | HIFK         | 30 | 22 | 8  | 6 | 8  | 27 | 29 | -2  |
|  | 7.   | SalPa        | 26 | 22 | 7  | 5 | 10 | 30 | 27 | +3  |
|  | 8.   | JäPS         | 21 | 22 | 5  | 6 | 11 | 26 | 37 | -11 |
|  | 9.   | Jaro         | 21 | 22 | 4  | 9 | 9  | 22 | 35 | -13 |
|  | 10.  | KäPa         | 20 | 22 | 5  | 5 | 12 | 37 | 47 | -10 |
|  | 11.  | KPV          | 15 | 22 | 2  | 9 | 11 | 20 | 34 | -14 |
|  | 12.  | JJK          | 12 | 22 | 2  | 6 | 14 | 20 | 42 | -22 |

Legenda:
      Ammessa al Girone per la promozione.
      Ammessa al Girone per la salvezza.
Note:
Tre punti a vittoria, uno a pareggio, zero a sconfitta.

## Girone per la promozione
Le squadre mantengono i punti conquistati nella stagione regolare.

### Classifica
|       | Pos. | Squadra      | Pt | G  | V  | N | P  | GF | GS | DR  |
| ----- | ---- | ------------ | -- | -- | -- | - | -- | -- | -- | --- |
|       | 1.   | EIF          | 61 | 27 | 18 | 7 | 2  | 49 | 22 | +27 |
| [ 1 ] | 2.   | Gnistan      | 57 | 27 | 16 | 9 | 2  | 49 | 26 | +23 |
|       | 3.   | MP           | 46 | 27 | 13 | 7 | 7  | 40 | 30 | +10 |
|       | 4.   | SJK Akatemia | 44 | 27 | 13 | 5 | 9  | 46 | 45 | +1  |
|       | 5.   | TPS          | 41 | 27 | 12 | 5 | 10 | 45 | 37 | +8  |
| [ 2 ] | 6.   | HIFK         | 37 | 37 | 10 | 7 | 10 | 37 | 39 | -2  |

Legenda:
      Promossa in Veikkausliiga.
 Ammessa agli spareggi per la Veikkausliiga.
      Promossa in Ykkösliiga.
Note:
Tre punti a vittoria, uno a pareggio, zero a sconfitta.

## Girone per la salvezza
Le squadre mantengono i punti conquistati nella stagione regolare.

### Classifica
|       | Pos. | Squadra | Pt | G  | V | N  | P  | GF | GS | DR  |
| ----- | ---- | ------- | -- | -- | - | -- | -- | -- | -- | --- |
|       | 7.   | SalPa   | 31 | 27 | 8 | 7  | 12 | 37 | 35 | +2  |
|       | 8.   | JäPS    | 31 | 27 | 8 | 7  | 12 | 35 | 41 | -6  |
|       | 9.   | Jaro    | 31 | 27 | 7 | 10 | 10 | 33 | 42 | -9  |
| [ 3 ] | 10.  | KäPa    | 27 | 27 | 7 | 6  | 14 | 44 | 53 | -9  |
|       | 11.  | KPV     | 21 | 27 | 4 | 9  | 14 | 27 | 45 | -18 |
|       | 12.  | JJK     | 16 | 27 | 3 | 7  | 17 | 25 | 52 | -27 |

      Promossa in Ykkösliiga.
Note:
Tre punti a vittoria, uno a pareggio, zero a sconfitta.

## Spareggi
Agli spareggi per la promozione in Veikkausliiga partecipano le tre squadre dalla seconda alla quarta.

### Semifinale
Partecipano la terza e la quarta classificata.
|    | Risultati |              | Luogo e data    |
| -- | --------- | ------------ | --------------- |
| MP | 1 - 4     | SJK Akatemia | 14 ottobre 2023 |

### Finale
Partecipano la vincente della semifinale e la seconda classificata.
|         | Risultati |              | Luogo e data    |
| ------- | --------- | ------------ | --------------- |
| Gnistan | 4 - 2     | SJK Akatemia | 21 ottobre 2023 |

### Spareggio per la Veikkausliiga
Allo spareggio partecipano l'undicesima classificata in Veikkausliiga e la vincente dei play-off della Ykkönen.
|               | Risultati |               | Luogo e data               |
| ------------- | --------- | ------------- | -------------------------- |
| Gnistan       | 0 - 0     | IFK Mariehamn | Helsinki, 25 ottobre 2023  |
| IFK Mariehamn | 3 - 0     | Gnistan       | Mariehamn, 29 ottobre 2023 |
|               |           |               |                            |